# 新北市立圖書館新莊分館
新北市立圖書館新莊分館位於臺灣新北市新莊區，是新北市立圖書館系統的其中一座分館。

## 簡介
新莊分館位於新莊鬧區，現有分館於2009年12月3日啟用，位於中華路一段捷運新莊站共構大樓的5、6樓。5樓的設施包含綜合服務臺、親子共讀區、期刊閱報區與多功能教室，6樓為資訊檢索區、一般圖書區、哺集乳室、慢讀區。

## 特殊事件
2018年暑假尾聲，為推動閱讀鼓勵學子收心，新莊分館和以新莊為主場的富邦悍將職業棒球隊合作，在8月16日起推出「閱讀悍將」活動，學生只要到新莊區的6座分館新申辦借閱證或是借滿5本書，即可免費兌換富邦悍將新莊主場平日賽事外野學生門票兌換券1張。

## 交通
- 公車
  - 捷運新莊站(新莊郵局)：111、235、513、635、636、637、638、639、663、758、783、786、797、799、801、802、810、842、885、960、5009、9102、藍2、橘21、橘22
  - 捷運新莊站：783、786、802、810、1209、1803、橘21、橘22、F201(單向)
  - 捷運新莊站(地政事務所)：786區(單向)、960(單向)、F201(單向)
  - 新莊地政所站：257(單向)
  - 新泰中正路口站：99、299、783、786、845、859、960、1029、F201(單向)
- 開車
  - 中山高速公路下五股交流道往新莊方向→左轉中山路(台二省道)→右轉思源路→右轉中正路(台一省道)→經新莊捷運站→新莊分館
  - 從台北三重往迴龍、桃園方向→經中興橋→重新橋下橋→直走重新路五段→經中正路(台一省道)→經新莊捷運站→新莊分館
  - 從台北往新莊方向→經忠孝橋直走中山橋(思源路口)下橋→左轉思源路→右轉中正路(台一省道)→經新莊捷運站→新莊分館
  - 從板橋方向經大漢橋下橋→迴轉至中正路(台一省道)→經新莊捷運站→新莊分館

- 捷運
  - 捷運新莊站(中和新蘆線)：1號出口右轉，步行1分鐘即可到達新莊分館

## 外部連結
- 新北市立圖書館新莊分館 （页面存档备份，存于）